# Balch Springs
Balch Springs è una city degli Stati Uniti d'America, situata nella contea di Dallas dello Stato del Texas. Fa parte della Dallas-Fort Worth Metroplex.

## Geografia fisica
Balch Springs è situata a circa 16 miglia (26 km) a est del centro di Dallas e 34 miglia (55 chilometri) a sud est dell'AeropAeroporto Internazionale di Dallas-Fort Worth. La città è circondata da Mesquite a nord e ad est, e Dallas a sud e ad ovest.
Le principali autostrade che attraversano Balch Springs includono la Interstate 635, che taglia in due la città in due parti quasi uguali, la Interstate 20 e la U.S. Highway 175, lungo il confine meridionale.
Secondo lo United States Census Bureau, ha un'area totale di 9,0 miglia quadrate (23,3 km²), di cui 9,0 miglia quadrate (23,2 km²) di terreno e 0,02 miglia quadrate (0,06 km²), o 0,27%, d'acqua.

## Società

### Evoluzione demografica
Secondo il censimento del 2000, c'erano 19.375 persone, 6.175 nuclei familiari e 4.828 famiglie residenti nella città. La densità di popolazione era di 2.404,7 persone per miglio quadrato (928,1/km²). C'erano 6.504 unità abitative a una densità media di 807,2 per miglio quadrato (311,6/km²). La composizione etnica della città era formata dal 62,90% di bianchi, il 18,52% di afroamericani, lo 0,98% di nativi americani, lo 0,63% di asiatici, lo 0,03% di isolani del Pacifico, il 14,05% di altre razze, e il 2,89% di due o più etnie. Ispanici o latinos di qualunque razza erano il 25,72% della popolazione.
C'erano 6.175 nuclei familiari di cui il 46,6% aveva figli di età inferiore ai 18 anni, il 50,8% erano coppie sposate conviventi, il 20,5% aveva un capofamiglia femmina senza marito, e il 21,8% erano non-famiglie. Il 16,7% di tutti i nuclei familiari erano individuali e il 3,8% aveva componenti con un'età di 65 anni o più che vivevano da soli. Il numero di componenti medio di un nucleo familiare era di 3,13 e quello di una famiglia era di 3,49.
La popolazione era composta dal 34,1% di persone sotto i 18 anni, il 10,7% di persone dai 18 ai 24 anni, il 32,2% di persone dai 25 ai 44 anni, il 17,2% di persone dai 45 ai 64 anni, e il 5,8% di persone di 65 anni o più. L'età media era di 28 anni. Per ogni 100 femmine c'erano 96,1 maschi. Per ogni 100 femmine dai 18 anni in giù, c'erano 92,5 maschi.
Il reddito medio di un nucleo familiare era di 37.087 dollari, e quello di una famiglia era di 38.750 dollari. I maschi avevano un reddito medio di 29.256 dollari contro i 26.611 dollari delle femmine. Il reddito pro capite era di 14.476 dollari. Circa il 10,7% delle famiglie e il 12,2% della popolazione erano sotto la soglia di povertà, incluso il 13,2% di persone sotto i 18 anni e il 9,5% di persone di 65 anni o più.